# Liga Arabă

Harta care indică membrii Ligii Arabe după deceniul aderării. Codurile de culoare sunt: :
Anii 1940
Anii 1950
Anii 1960
Anii 1970
Comore (jos în cerc) s-a alăturat în 1993.

Liga Arabă (în arabă:Al Jamiya Al Arabiya), sau Liga Statelor Arabe (în arabă:جامعة الدول العربية Jamiyat Al Duwal Al Arabiya) este o organizație internațională regională a statelor arabe și a unor state cu afinitate pentru lumea arabă, care își propune „strângerea relațiilor dintre țările membre și coordonarea colaborării dintre ele, prezervarea independenței și a suveranității lor și, în manieră generală, apărarea cauzelor și intereselor țărilor arabe.” În prezent Liga Arabă are 22 membri, însă participarea Siriei a fost suspendată din noiembrie 2011 ca urmare a acțiunilor represive ale guvernului sirian în cursul Războiului civil din Siria. În anul 2011 Liga Arabă a suspendat temporar și Libia, atunci condusă de colonelul Muammar Al Gaddafi și expusă și ea unui lung război civil.
Din Liga Arabă fac parte și trei state care nu sunt de limbă arabă - Somalia, de mulți ani pradă unor războaie civile și divizată, Djibouti și Insulele Comore. 
Liga arabă este condusă de un Consiliu în care are un reprezentant fiecare stat membru. 
Liga Arabă își are sediul la Cairo, capitala Egiptului, unde a fost înființată la 22 martie 1945, pe baza Protocolului de la Alexandria, de către șase țări fondatoare: Regatul Egiptului, Regatul Irakului, Emiratul Transiordaniei (din 1949 Regatul Hașemit al Iordaniei), Republica Libaneză, Regatul Arabiei Saudite și Republica Siriană. 
Prin instituțiile sale, ca de pildă Organizația Ligii Arabe pentru Educație, Cultură și Știință (ALECSO), și Consiliul Economic și Social al Ligii Arabe - Consiliul Unității Economice Arabe (CAEU), Liga Arabă facilitează programe politice, economice, culturale, științifice și sociale menite să promoveze interesele lumii arabe. Ea servește drept forum pentru statele membre ca să-și coordoneze pozițiile politice, să dezbată probleme de interes comun, să soluționeze dispute dintre statele arabe și să limiteze conflictele care apar în cadrul lor (de exemplu Criza din Liban din 1958).  

## Istoric
Primele forme de viață ale Ligii Arabe se regăsesc in tratatul încheiat între Arabia Saudită și Irak la 2 aprilie 1936 ca fiind un ,,tratat de fraternitate si de alianță arabă''. În acesta era prevăzută colaborarea între cele 2 țări in plan politic, militar, cultural, economic și științific, având ca scop unificarea culturii arabe si islamice in zona Orientului. Ulterior, în 29 aprilie 1937 va adera si Yemenul. Demersurile vor continua, iar la data de 7 mai 1936, se va semna tratatul de prietenie între Arabia Saudită si Egipt la Cairo. Totodată, prin acest tratat se stabileau primele relații diplomatice intre cele două țări.
Între 3 iulie si 5 august are loc la Cairo o întâlnire între prim-ministrul egiptean Nahas Pașa și omologul sau irakian Nouri es Said, având pe agenda de discuții ca subiect principal problema unității arabe. Astfel, Egiptul își asuma rolul de conducător in ceea ce privește unirea lumii arabe. Tot egiptenii vor trimite reprezentatni diplomatici in Arabia Saudită, in timp ce la Cairo va sosi o delegatie a Siriei. Aceste demersuri vor continua, iar in ianuarie 1944 vor avea loc doua conferințe, una la Cairo între premierul egiptean Nahas Pașa și președintele Consiliului Libanez Riadh es Sohl, în timp ce la Bagdad se vor întâlni delegatiile Siriei si Irakului. În luna februarie a aceluiași an, se va deplasa la Al Riad o delegație siriană pentru a discuta cu Ibn Saud, primul rege al Arabiei Saudite.
Liga Arabă va lua naștere după conferința de la Alexandria, care a avut loc intre 25 septembrie și 10 octombrie 1944, sub președinția lui Nahas Pașa. Acolo, delegațiile egipteană, irakiană, siriană, transiordaniană si libaneză au semnat un protocol în care era prevăzută inființarea unei Ligi a Statelor Arabe. Aceasta avea sa fie condusă de către un consiliu care sa reprezinte în mod egal toate statele membre. Liga avea ca obiectiv organizarea de reuniuni periodice pentru coordonarea programelor politice din statele membre si pentru realizarea unei cooperări foarte strânse, folosirea forței între membri era exclusă. Totodată, statele membre se angajau să respecte independența si suveranitatea Libanului, să aibă o strânsă cooperare economică, socială si culturală. Liga dorea ca Palestina să-și câștige independența si Anglia să se țină de cuvânt si să oprească imigrația evreiasca în Palestina, membrii ligii simpatizau cu evreii din Europa, însă nu doreau ca aceștia să-și creeze un stat independent în Orient. Din aceasta cauza până azi Israelul e văzut de către țările arabe ca fiind creația Occidentului. Totodată, ei vor susține crearea unui Fond Arab pentru a cumpăra pământuri în Palestina, stopând astfel ei imigrația evreiască către Oreint. Ultima reuniune care va definitiva Liga va avea loc la Cairo în data de 22 martie 1945, unde prim-miniștrii si miniștrii Afacerilor Externe a 6 țări arabe au semnat Carta Ligii. Această Cartă confirma si preciza protocolul pregătitor, faptul ca ea avea menirea de a reprezenta statele arabe independente și că orice stat arab care iși câștiga independența putea adera.

## Armată
Consiliul de Apărare Colectivă reprezintă instituția Ligii Arabe ce se ocupă cu coordonarea militară a membrilor săi.

## Membri
Statele membre, cu data de aderare, sunt:
- Egipt - (22 martie 1945, fondator; suspendat în perioada 1979-1989, din cauza acordului de pace cu Israelul)
- Irak (1945, fondator)
- Iordania (1945, fondator)
- Liban (1945, fondator)
- Arabia Saudită (1945, fondator)
- Siria (1945, fondator) suspendată din 2011 din cauza mijloacelor grele de represiune luate de regimul Bashar Al Assad împotriva răsculaților
- Yemen (1945, fondator)
- Sudan (1956)
- Maroc (1958)
- Tunisia (1958)
- Kuweit (1961)
- Algeria (1962)
- Emiratele Arabe Unite (1971)
- Bahrain (1971)
- Qatar (1971)
- Oman (1971)
- Mauritania (1973)
- Somalia (1974)
- Palestina (1976)
- Djibouti (1977)
- Comore (1993)
- Libia, care a aderat în 1953, sub regimul Gaddafi, s-a retras pentru scurt timp din organizație între 24.10.2002-16.01.2003 și între 3.04.2003-25.05.2003, apoi a fost suspendată în urma măsurilor de represiune ale regimului Gaddafi contra revoltei din 2011.

## Secretari generali ai Ligii Arabe
- Abdul Rahman Hassan Azzam (Azzam Pașa) (Egipt) 1945—1952
- Abdul Halek Hassouna (Egipt) 1952 — 1972
- Mahmud Riad (Egipt) 1972 — 1979
- Shedi Klibi (Tunisia) 1979 — 1990
- Assad Al-Assad 1990-1991
- Dr. Ahmad Esmat Abd Al-Meghid (Egipt) 1991 — 2001
- Amr Mussa (Egipt) 2001- 2011
- Nabil Elaraby (Egipt) 2011-2016